# Орлов, Алексей Николаевич (1867)
Князь Алексей Николаевич Орлов (18 апреля 1867 — 2 октября 1916) — русский генерал из рода Орловых, помощник военного агента во Франции. Сын дипломата Н. А. Орлова, брат генерал-лейтенанта В. Н. Орлова.

## Биография
Родился в Брюсселе, крестник великого князя Михаила Николаевича и бабушки по матери графини А. А. Гудович. Окончил лицей цесаревича Николая. В 1886 году выдержал офицерский экзамен при Тверском кавалерийском юнкерском училище по 1-му разряду, определен корнетом в 30-й драгунский Ингерманландский полк. В 1887 переведен корнетом гвардии в лейб-гвардии Конный полк.
Чины: поручик (1891), штабс-ротмистр (1895), флигель-адъютант (1896), ротмистр (1899), полковник (1903), генерал-майор с зачислением в Свиту Его Императорского Величества (1909). С 14 мая 1894 состоял при посольстве в Париже, с 1896 — помощник военного агента в Париже. В 1901—1916 года вновь состоял при посольстве.
Умер бездетным 2 октября 1916 года в Париже, похоронен в родовой усыпальнице на кладбище Самуас-сюр-Сен.
- Орден Святого Станислава 3-й ст. (1896);
- Орден Святой Анны 3-й ст. (1901);
- Орден Святого Станислава 2-й ст. (1903);
- Орден Святой Анны 2-й ст. (1905);
- Орден Святого Владимира 4-й ст. (1907);
- Орден Святого Владимира 3-й ст. (1911);
- Орден Святого Станислава 1-й ст. (1913).

Иностранные:
- черногорский Орден Князя Даниила I 4-й ст. (1892);
- командорский крест испанского ордена Карлоса III (1893);
- кавалерский крест французского ордена Почетного Легиона (1894);
- бухарский Орден Золотой Звезды 3-й ст. (1896);
- офицерский крест ордена Короны Румынии (1896);
- болгарский орден святого Александра 4-й ст. (1896);
- офицерский знак тунисского ордена Ништан-Ифтикар (1896);
- командорский крест французского Ордена Дракона Аннама (1897).